# Mikrofon
Ein Mikrofon, oder Mikrophon (von  μικρός mīkrós „klein, gering“ und φωνή phōnē „Laut, Ton, Stimme, Sprache“), ist ein Schallwandler, der Luftschall als Schallwechseldruckschwingungen in entsprechende elektrische Spannungsänderungen als Mikrofonsignal umwandelt. Dieses unterscheidet Mikrofone von Tonabnehmern, die Festkörperschwingungen umsetzen. Unterwasser-Mikrofone werden als Hydrofone bezeichnet.

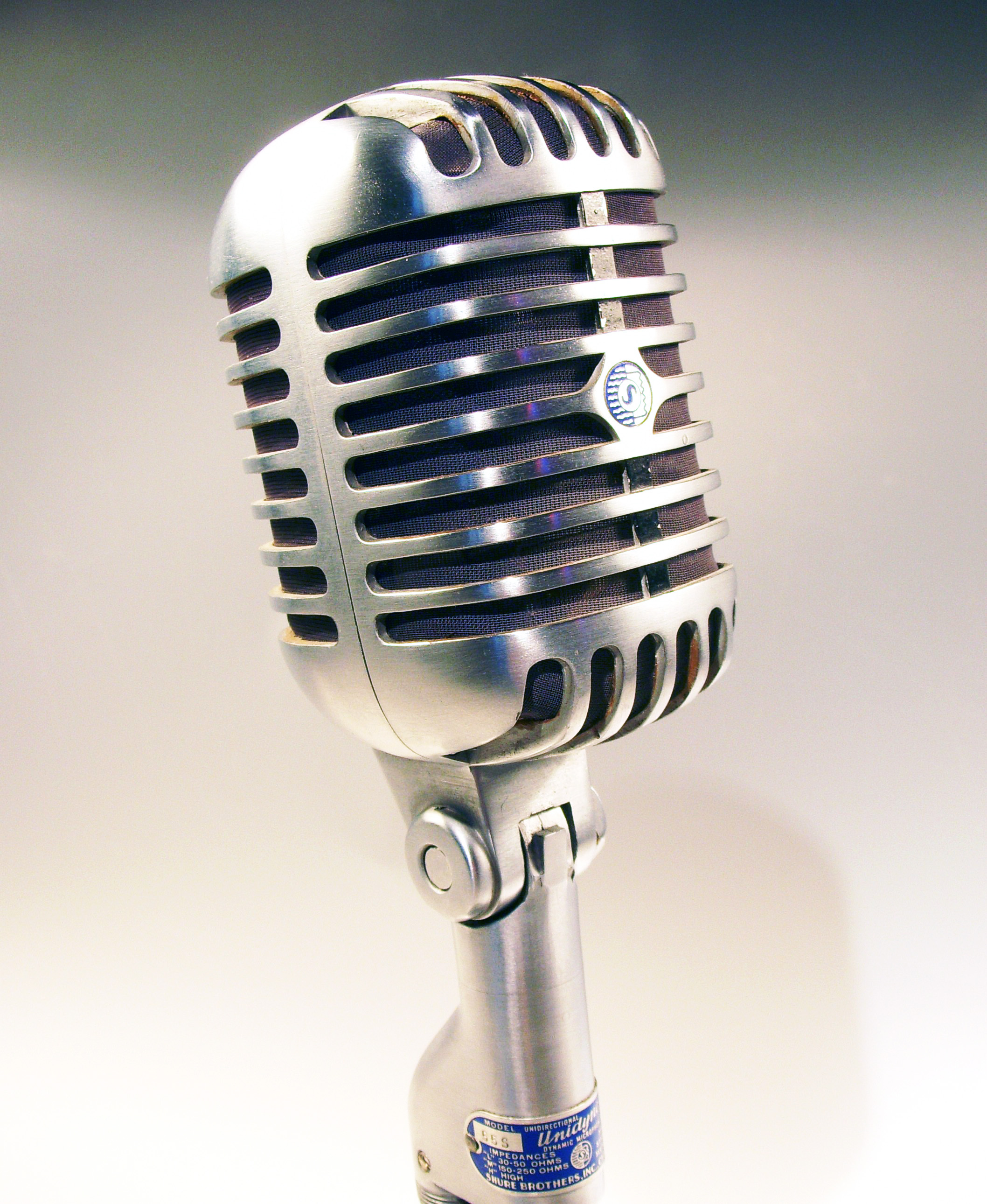
„Shure Brothers“-Mikrofon, Modell 55s von 1951

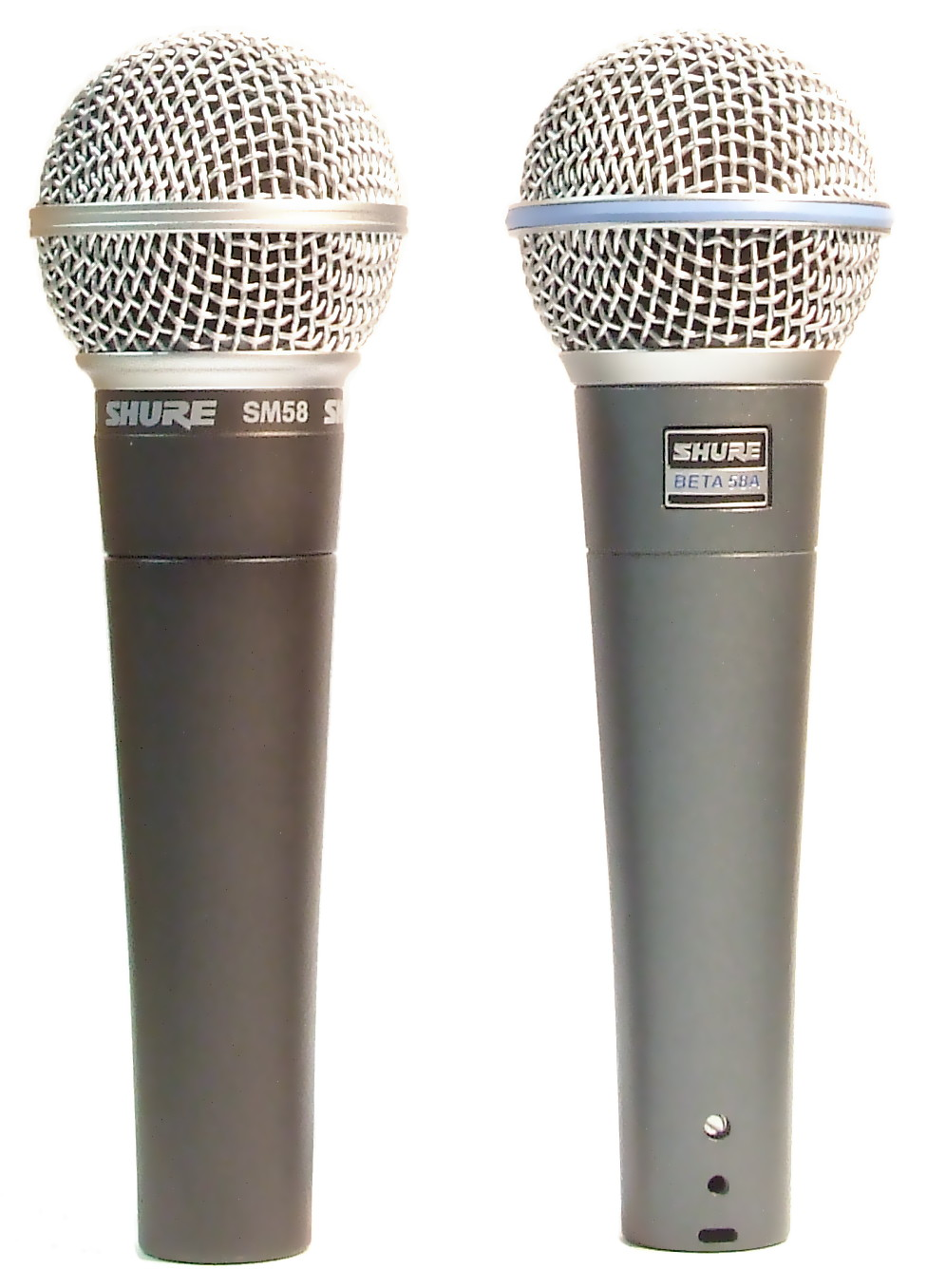
Dynamische Gesangsmikrofone Shure SM58 und Beta 58A

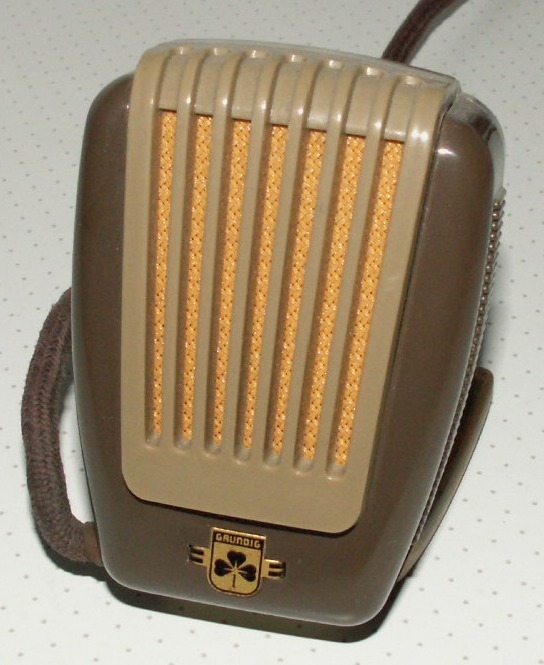
Älteres Mikrofon der Firma Grundig

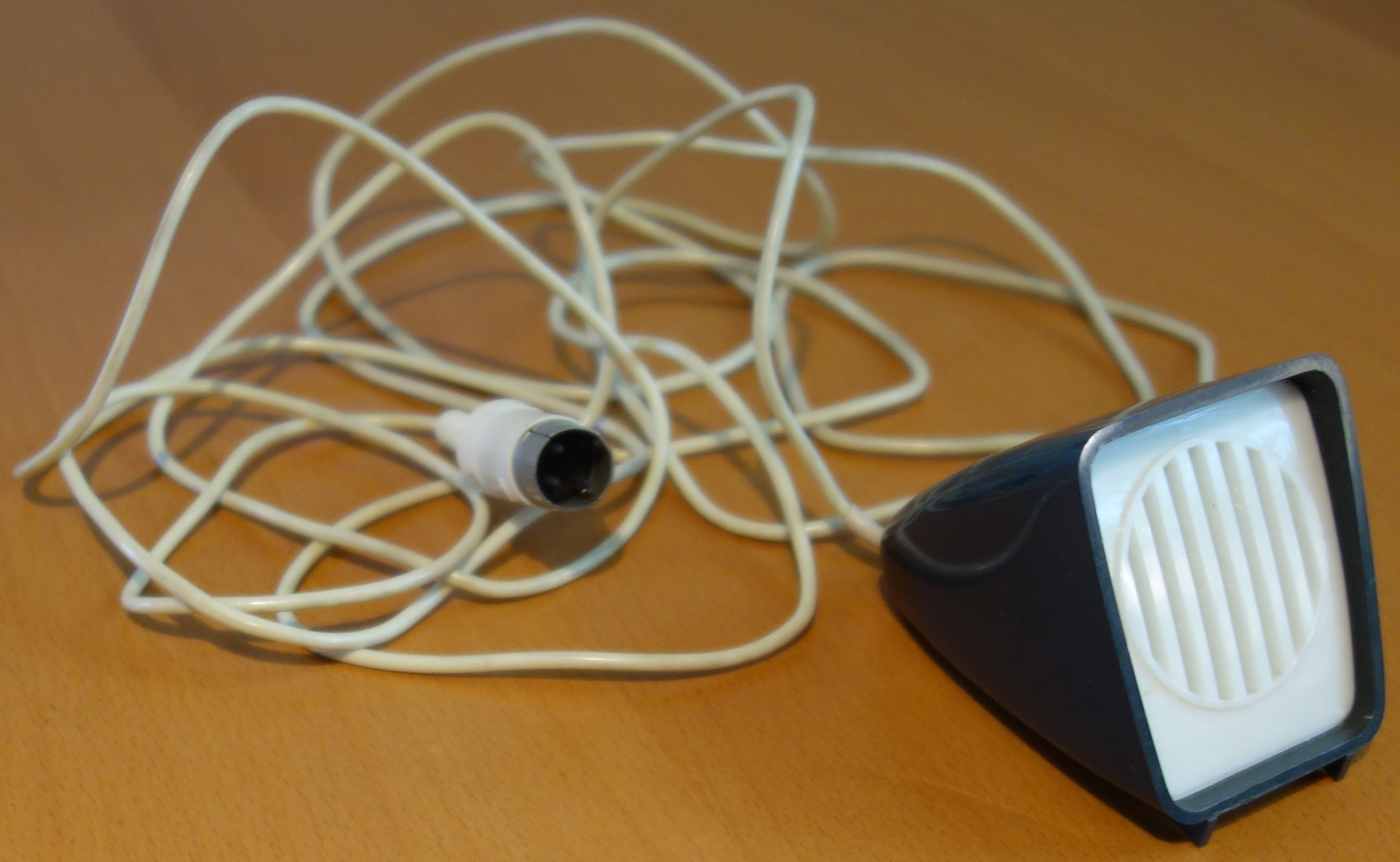
Tonbandgerät-Mikrofon der Firma Philips mit dreipoligem Diodenstecker (1960er Jahre)

In der gängigen Bauform folgt eine dünne, elastisch gelagerte Membran den Druckschwankungen des Schalls. Sie bildet durch ihre Bewegung die zeitliche Verteilung des Wechseldrucks nach. Ein Wandler, der mechanisch oder elektrisch mit der Membran gekoppelt ist, generiert daraus eine der Membranbewegung entsprechende Tonfrequenz-Wechselspannung oder eine entsprechende pulsierende Gleichspannung.

## Geschichte

### Entwicklungen des Mikrofons

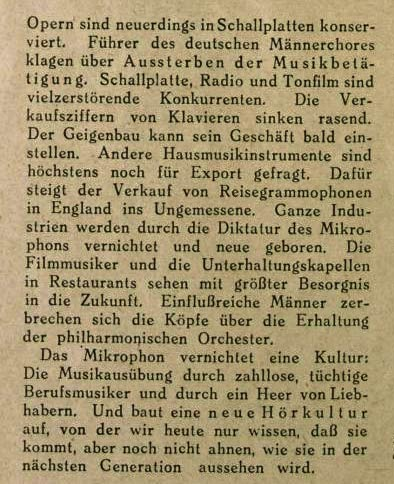
Kommentar von 1929 über die „Diktatur des Mikrophons“.

Die Entwicklung des Mikrofons ging Hand in Hand mit der Entwicklung des Telefons. In der Geschichtsschreibung werden die grundlegenden Wandlerprinzipien angeführt, die verschiedenen akustischen Bauformen ergaben sich im Zuge der Verbesserung einzelner Modelle.

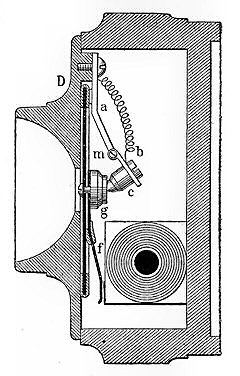
Berlinersches Mikrophon (Querschnitt)

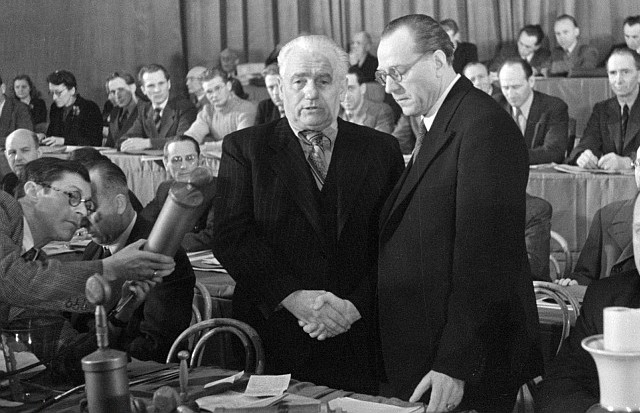
Ein Tontechniker (links) hält ein Flaschenmikrofon beim Vereinigungsparteitag der SPD und KPD in Ost-Berlin 1946

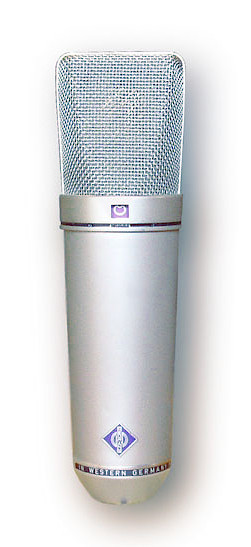
Kondensatormikrofon Neumann U87

Der in die USA ausgewanderte italienische Ingenieur Antonio Meucci entwickelte bereits 1860 ein Telefon auf Basis eines ebenfalls von ihm erfundenen elektromagnetischen Wandlers. Er war jedoch kein erfolgreicher Geschäftsmann und bekam kein Patent erteilt. Der heute meistens als Erfinder des Mikrofons angeführte schottische Gehörlosenlehrer Alexander Graham Bell, der in dem Labor tätig war, in dem Meuccis Erfindung aufbewahrt wurde, meldete ein technisch gleichartiges Patent am 14. Februar 1876 an. 1887 strengte die Regierung der USA ein Verfahren zur Annullierung des Patents an. Dieses wurde jedoch nach dem Tod Meuccis und dem Auslaufen des Patents eingestellt.
Im Zuge der Entwicklung des von ihm so genannten „Telephons“ war Philipp Reis der Erste, der ein Kontaktmikrophon baute, das von ihm als Teil seines Fernsprechprototypen 1861 erstmals öffentlich vorgestellt wurde. Vom Modell einer Ohrmuschel ausgehend erkannte Reis, dass statt eines Trommelfells auch ein mit einer Membran bespannter Schalltrichter verwendet werden konnte. Dieser Schalltrichter mündete bei Reis in einem Gehäusekasten. Er versah die Membran mit einem Platinkontakt, der im ruhenden Zustand einen anderen Kontakt, der im Gehäuse befestigt war, gerade noch berührte. Über diesen Kontakt und einen äußeren Widerstand wurde Gleichstrom geleitet. Fand nun an der Membran ein Schallwechseldruck statt, kam diese in Schwingung, was dazu führte, dass die Kontakte je nach dem Lauf der Schallwellen mehr oder weniger zusammengedrückt wurden.
Reis hatte mit dieser Versuchsanordnung das Kontaktmikrophon erfunden, aus dessen Prinzip später das Kohlemikrophon entwickelt wurde, das in der Frühzeit des Rundfunks für Aufnahmen Verwendung fand.
Die Erkenntnis, dass Kohle die Schwingung einer Membran sehr einfach in elektrische Impulse umsetzen kann, führte Ende des 19. Jahrhunderts zur Entwicklung des Kohlemikrofons. 1877 entwickelte Emil Berliner in den Bell Labs, USA, einen Schallwandler, der den druckabhängigen Übergangswiderstand zwischen Membran und einem Stück Kohle zur Signalgewinnung nutzte. Als Erfinder des Kohlemikrofons wird jedoch David Edward Hughes angesehen, der eine ähnliche Entwicklung auf der Basis von Kohlestäben erstmals am 9. Mai 1878 in der Königlichen Akademie in London öffentlich vorstellte. Hughes kannte zudem das Kontaktmikrofon von Philipp Reis, da er 1865 mit einem importierten Telefon des deutschen Erfinders experimentiert und gute Resultate erzielt hatte.
Noch im selben Jahr verbesserte der Engländer Henry Hunnings das Mikrofon, indem er anstatt von Kohlestäben Kohlekörner verwendete. Das Kohlemikrofon in der Form, in der es im Grundprinzip die nächsten 100 Jahre unverändert blieb, konstruierte Anthony C. White im Jahre 1890. Dieses „Kohlekörner-Mikrofon“ war als Studiomikrofon bis in die 1940er Jahre in Gebrauch; es gilt heute als erstes „richtiges“ Mikrofon und wurde erst vom Kondensatormikrofon verdrängt. Ein verbreitetes Kohlemikrofon war das Marmorblock- oder Reisz-Mikrofon von Eugen Reisz.

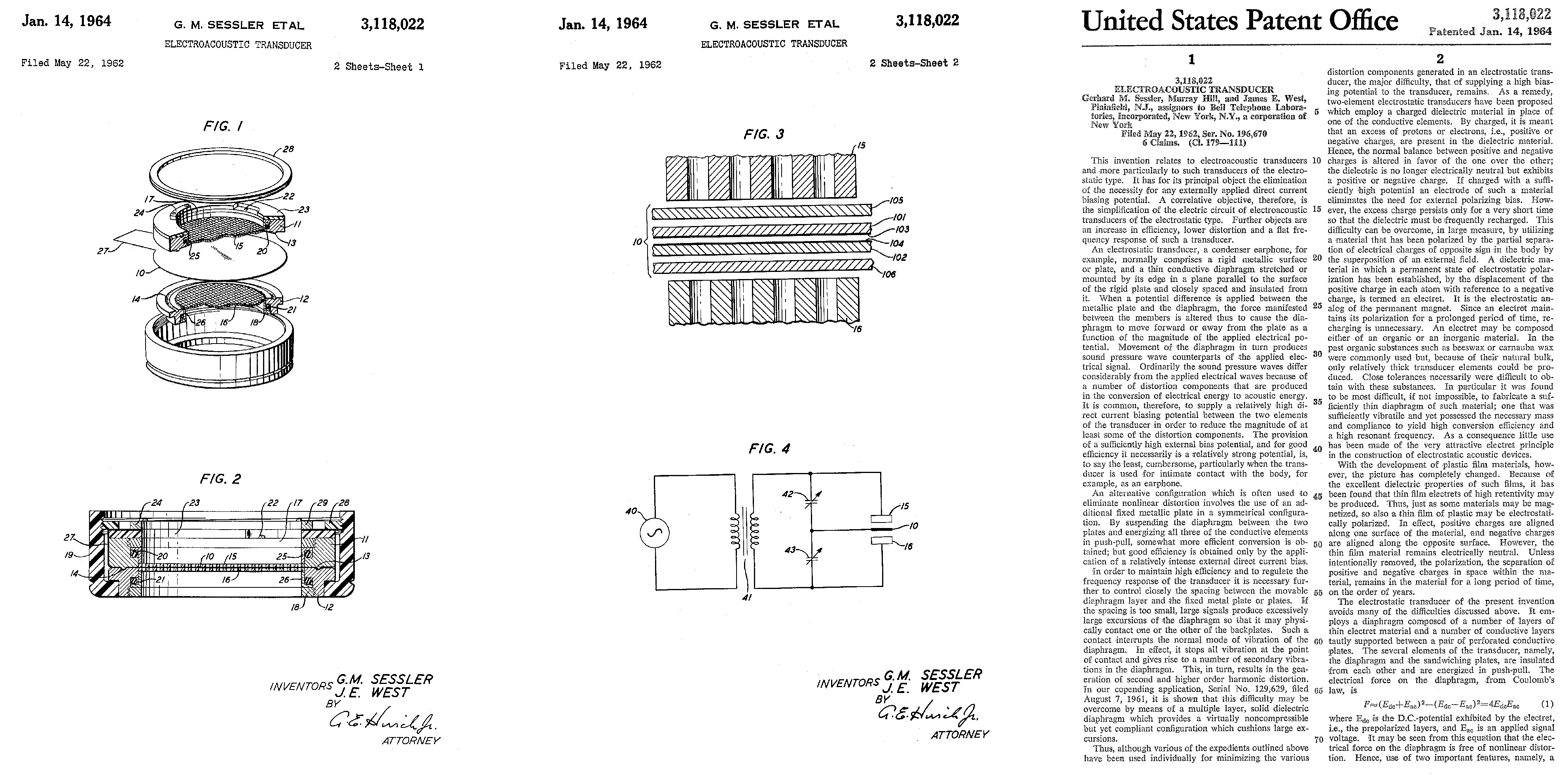
Erstes Patent auf ein Folien-Elektretmikrofon (G. M. Sessler u. a.), Seiten 1 bis 3

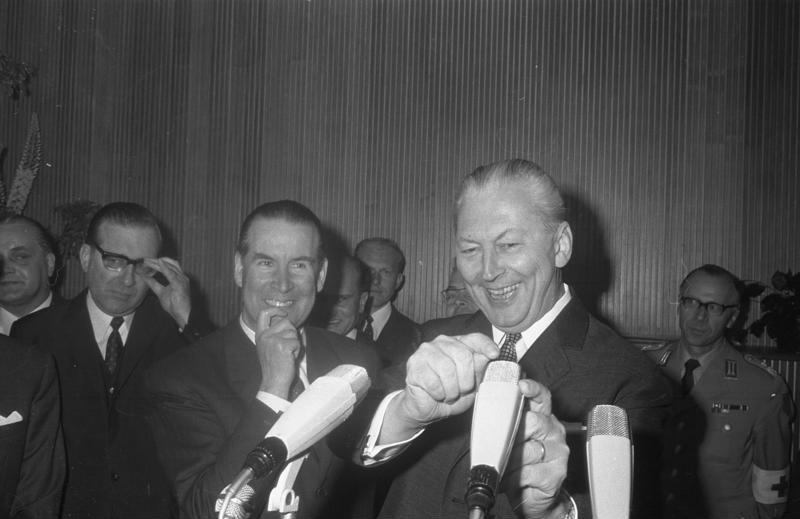
Bundeskanzler Kurt Georg Kiesinger klopft zum Test auf ein Sennheiser-MD-421-Mikrofon (1969)

Georg Neumann, Mitarbeiter von Reisz, entwickelte im Jahr 1923 das Kohlemikrofon weiter, wodurch die Klangqualität besonders bei tiefen Frequenzen stark verbessert wurde. Der Durchbruch gelang ihm jedoch mit der Entwicklung des Niederfrequenz(NF)-Kondensatormikrofons. Membran und Gegenelektrode bilden hier einen Kondensator, der auf eine Gleichspannung aufgeladen wird; die Membranbewegung verändert die Kondensatorkapazität, aus dieser Änderung wird das Signal gewonnen. Dieses Wandlerprinzip war der Schallaufzeichnungstechnik seiner Zeit qualitativ weit voraus und ist bei Mikrofonen höchster Qualität noch heute Standard.
1928 gründete Georg Neumann zur Vermarktung seines Kondensatormikrofons eine Firma, die Georg Neumann & Co KG in Berlin, die noch heute zu den führenden Mikrofonherstellern gehört. Das erste funktionstüchtige Serienmodell, das Neumann CMV3, auch „Neumann-Flasche“ genannt, ist auf vielen zeitgenössischen Filmaufnahmen zu sehen. Legendär ist auch das erste Mikrofon mit elektrisch umschaltbarer Richtcharakteristik, das Neumann U47 von 1949. Es zählt auch heute noch zu den begehrtesten und teuersten Mikrofonen, gut erhaltene U47 werden für mehrere tausend Euro gehandelt.
Ab 1920 kam der Rundfunk auf. Bühnenschauspieler und Kabarettisten, die nun im Radio auftraten, fanden das Mikrofon irritierend. Zu einem Mikrofon, statt zu einem Publikum zu sprechen, war gewöhnungsbedürftig; außerdem waren Mikrofone in den späten 1920er Jahren bereits so empfindlich, dass man nicht mehr in sie hineinschreien musste. Das BBC Hand Book von 1929 widmet dem Mikrofon ein eigenes Kapitel mit der Überschrift „My Friend Mike“ (Mike als englische Kurzform für microphone):
„Ich kenne Mike schon lange. Erstmals bin ich ihm 1922 begegnet. Er hatte damals noch keinen Thron, sondern hing so herum. Ich glaube, er ist sehr empfindlich, denn man wickelt ihn in Baumwolltücher. Ich mag Mike, weil er immer so gut von mir spricht und nie krank ist und mich Menschen vorstellt, die ich ohne ihn nie kennengelernt hätte.“
1962 erfanden Gerhard M. Sessler und James Edward Maceo West das Elektret-Mikrofon, eine Variante des Kondensatormikrofons, die heute mit 90 Prozent Marktanteil den häufigsten Mikrofontyp darstellt. Gerhard M. Sessler und Dietmar Hohm erfanden außerdem in den 1980er Jahren an der TH Darmstadt das Silizium-Mikrofon.

### Hersteller
Weitere Namen, die in der Entwicklung des Mikrofons auftauchen, sind: David Edward Hughes, Sidney Shure, Fritz Sennheiser, Eugen Beyer.
Wichtige Hersteller von dynamischen Mikrofonen: Sidney Shure, Electro-Voice, Sennheiser, Beyerdynamic (Spezialität: Bändchenmikrofone), AKG Acoustics.
Wichtige Hersteller von Kondensatormikrofonen: Sidney Shure, Georg Neumann Berlin (gehört seit 1991 zur Fa. Sennheiser), Sennheiser (Spezialität: HF-Kondensatormikrofone), Microtech Gefell (in Gefell, ehemals Fa. Neumann & Co. KG, später VEB Mikrofontechnik Gefell), Schoeps, Danish Pro Audio (ehemals Brüel & Kjær), AKG Acoustics, Brauner Microphones.
Wichtige Hersteller von Messmikrofonen: Brüel & Kjær, GRAS, Microtech Gefell, Norsonic, PCB Piezotronics.

## Wandlerprinzipien
Abhängig von der akustischen Bauform des Mikrofons folgt die Membran dem Schalldruck (Druckmikrofon, ungerichtetes Mikrofon) oder dem Schalldruckgradienten (Druckgradientenmikrofon, gerichtetes Mikrofon).
Das Wandlerprinzip ist maßgeblich für die technische Qualität des Mikrofonsignals, die durch Rauschabstand, Impulsstreue, Klirrfaktor und Frequenzgang charakterisiert wird.
Mikrofonwandler können wie folgt kategorisiert werden:

### Dynamische Mikrofone

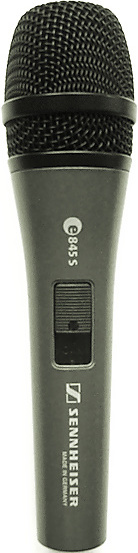
Dynamisches Mikrofon zur Aufnahme von Sprache und Gesang

Das dynamische Mikrofon arbeitet nach dem Prinzip der elektromagnetischen Induktion. Technisch betrachtet führt beim dynamischen Mikrofon die Geschwindigkeit der Membranbewegung zum Signal, nicht die momentane Auslenkung, daher bezeichnet man es auch als Geschwindigkeitsempfänger. Der Haupteinsatzbereich von dynamischen Mikrofonen ist der Live-Bereich. Das dynamische Mikrofon wird neben dem Live-Einsatz auch zur Mikrofonierung von Schlagzeugen (Snare Drum, Becken, Tom Toms usw.) genutzt, vereinzelt auch für Vokal- oder Instrument-Aufnahmen.

#### Tauchspulenmikrofon

Schema eines Tauchspulenmikrofons

Das Tauchspulenmikrofon ist eine Bauform des dynamischen Mikrofons.
Der Begriff bezieht sich auf den Aufbau des Wandlers: Bei Tauchspulmikrofonen ist die Membran wie bei einem elektrodynamischen Lautsprecher fest mit einer Spule (Tauchspule) verbunden, die durch die Membranbewegung in einem dauermagnetischen Feld (Luftspalt eines Topfmagneten) bewegt wird. Die relative Bewegung von Spule und Magnetfeld erzeugt durch Induktion die Signalspannung. Die Vorteile dieses Mikrofontyps sind:
- es ist relativ robust gegenüber mechanischen Belastungen
- es verträgt hohe Schalldrücke (vorteilhaft bei Gesang und lauten Instrumenten)
- es benötigt keine Spannungsversorgung
- es ist relativ preisgünstig.

Tauchspulenmikrofone haben aufgrund der Spulenmasse ein nach oben begrenztes Wiedergabespektrum sowie ein schlechtes Impulsverhalten. Sie sind gut für Nahaufnahmen geeignet, da ihre nichtlinearen Verzerrungen auch bei hohen Schallpegeln gering sind.

#### Bändchenmikrofon

Skizze eines Bandmikrofons

Ein Bändchenmikrofon (engl. ribbon microphone) ist eine Bauform des Dynamischen Mikrofons. Bei diesem Mikrofontyp sind Wandlerprinzip und akustische Funktionsweise eng verknüpft.
Die Membran des Bändchenmikrofons ist ein zickzack-gefalteter Aluminiumstreifen von zwei bis vier Millimetern Breite und einigen Zentimetern Länge. Er ist nur wenige Mikrometer dick.
Bei Anregung durch eintreffenden Schall induziert die Bewegung im Magnetfeld eine der Bewegungsgeschwindigkeit entsprechende Spannung, die an den Enden der Aluminiumstreifen abgegriffen werden kann.
Bändchenmikrofone besitzen einen im Arbeitsbereich nahezu linearen Frequenzgang; ihre äußerst leichte Membran verleiht ihnen ein gutes Impulsverhalten. Prinzipbedingt kann die Membran von beiden Seiten vom Schall erreicht werden. Die akustische Bauweise ist daher die eines Druckgradientenmikrofons. Daraus folgt die Richtcharakteristik einer Acht. Bändchenmikrofone sind nicht für die Aufnahme tiefster Frequenzen geeignet.

### Kondensatormikrofon

Schema eines Kondensatormikrofons (NF-Technik)

Das Kondensatormikrofon (engl. condenser microphone) arbeitet nach dem physikalischen Prinzip des Kondensators. Da die Membranauslenkung und nicht die Membrangeschwindigkeit zum Signal führt, ist das Kondensatormikrofon technisch betrachtet ein Elongationsempfänger.
Kondensatormikrofone kommen in den verschiedensten Erscheinungsformen vor, da mit diesem Begriff nur das Wandlerprinzip bezeichnet wird. Der Begriff hat sich aber umgangssprachlich als Mikrofon-Klasse etabliert, da klangliche Eigenschaften mit dem Prinzip der Wandlung eng verknüpft sind.

#### Prinzip

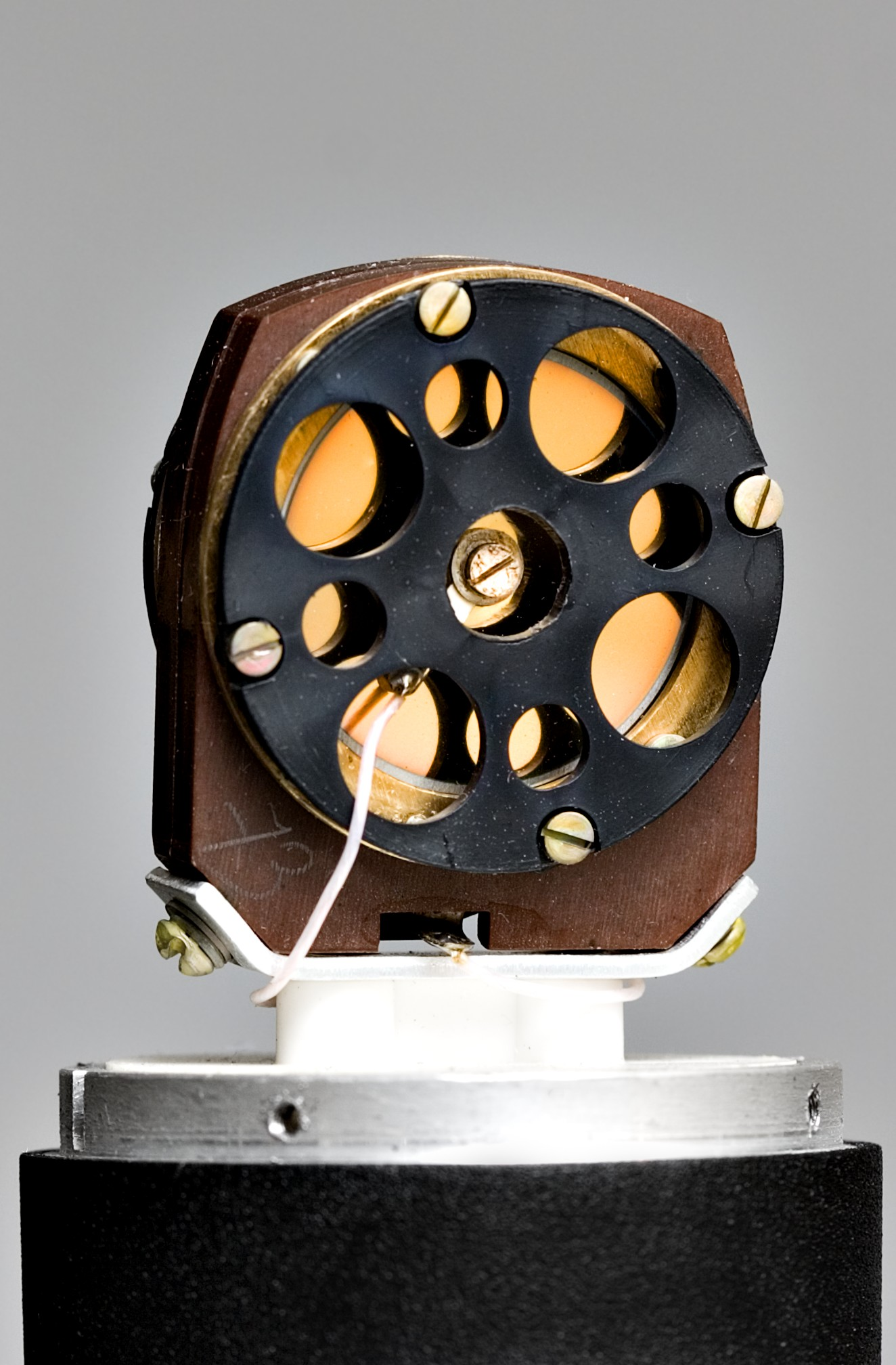
Kondensatorkapsel Oktava 319

Beim Kondensatormikrofon ist eine wenige tausendstel Millimeter dicke, elektrisch leitfähige Membran dicht vor einer Metallplatte elektrisch isoliert angebracht.
Technisch betrachtet entspricht diese Anordnung einem Plattenkondensator, der eine elektrische Kapazität besitzt.
Eintreffender Schall bringt die Membran zum Schwingen, wodurch sich der Abstand der beiden Kondensatorfolien und damit die Kapazität des Kondensators verändert. Solche Geräte können auch als Mikrosysteme realisiert werden.

#### Niederfrequenz-Technik (NF-Technik)
Sobald eine elektrische Spannung angelegt wird, entsteht zwischen der Membran und der Platte ein Potentialgefälle. Die Kapazitätsschwankungen führen bei hochohmiger Versorgung (typischerweise Gigaohm-Bereich) zu Spannungsschwankungen bei im Wesentlichen konstanter Ladung des Kondensators – einem elektrischen Signal. Die Kapazität der Kapsel und der Versorgungswiderstand bilden als RC-Glied einen Hochpass, durch den die tiefste übertragbare Frequenz begrenzt wird. Um das Potentialgefälle zwischen den Kondensatorplatten zu erreichen sowie zur Versorgung des Mikrofonverstärkers (Impedanzwandler) ist eine Spannungsquelle notwendig. Üblicherweise nutzt man die 48-Volt-Phantomspeisung des Mikrofonvorverstärkers oder des Mischpults; siehe auch: Symmetrische Signalübertragung.

#### Hochfrequenz-Technik (HF-Technik)
Alternativ kann die Kapazität des Kondensators auch mit HF-Technik gemessen werden. Dazu kann die Impedanz gemessen werden, insbesondere in einer Messbrücke mit phasenempfindlicher Auslesung, oder die Kapsel wird als frequenzbestimmendes Bauteil in einem Oszillator eingesetzt. Das erübrigt die Beschränkung auf hochohmige Folgeverstärkung. Außerdem ist es möglich, bis zu beliebig tiefen Frequenzen ein Signal zu generieren (eigentlich ist das Mikrofon dann ein schnelles Barometer). Die Kapsel wird auf andere Parameter optimiert als bei der NF-Technik, sie muss z. B. weniger spannungsfest sein. Der Schaltungsaufwand ist in der Regel höher als bei der NF-Technik. Bei unsauberer Versorgung (mit Resten der Taktung eines Switch-Generators für die Phantomspannung) können durch Intermodulation Störungen entstehen. Auch hier wird die Schaltung meist über Phantomspeisung versorgt.

#### Richtcharakteristiken
Kondensatorkapseln sind sowohl als Druckmikrofon wie auch als Druckgradientenmikrofon gebräuchlich. Manche Kondensatormikrofone haben eine umschaltbare Richtcharakteristik. Ermöglicht wird dieses durch die Kombination zweier Druckgradientenmikrofone (Doppelgradientenmikrofon).
Der Kondensatorschallwandler ist heute wegen der hohen Signalqualität Aufnahmestandard in Tonstudios. Er ist allerdings recht empfindlich (insbesondere gegen Feuchtigkeit in jeder Art) und kann sogar durch sehr hohen Schalldruck beschädigt werden. Im Beschallungs- und Livebereich dominieren daher dynamische Schallwandler.

### Elektret-Kondensatormikrofon

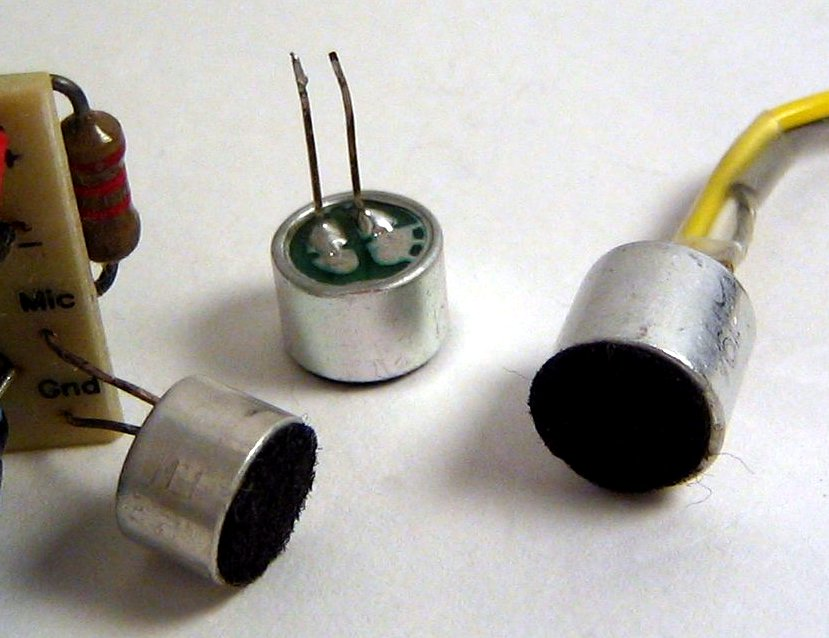
Elektretmikrofonkapseln: preiswert, kompakt und robust

Das Elektretmikrofon ist eine besondere Bauform eines Kondensatormikrofons. Auf die der Membran gegenüberliegende Kondensatorplatte ist eine Elektretfolie aufgebracht, in der die elektrische Membranvorspannung sozusagen „eingefroren“ ist. Einige Mikrofonkapseln enthalten direkt einen Mikrofonverstärker (Impedanzwandler) für die geringen Signalströme. Einfache Mikrophone benötigen mit 1,5 Volt eine geringe Betriebsspannung. Der Strombedarf von 1 mA begünstigt den Einsatz in mobilen Geräten oder Computern.
Solche Elektretmikrofone eignen sich nicht für große Schalldrücke; die geringe Speisespannung limitiert den möglichen übertragbaren Schallpegel. Moderne Elektretmikrophone werden auch für Studio- und Messzwecke genutzt. Sie sind überwiegend Back-Elektretmikrofone, wo das Elektret im Stator üppig angelegt ist, während die Membran eine hauchdünne bedampfte Membran sein kann, die viel leichter als die herstellungsbedingt dickere Elektretmembran sein könnte. Auch die zu erwartende Brauchbarkeitsdauer wird verbessert.

### Kohlemikrofon

Schema eines Kohlemikrofons

Als Kohlemikrofon wird ein elektroakustisches Wandlerprinzip bezeichnet, bei dem die Druckschwankungen des Schalls Änderungen eines elektrischen Widerstandes bewirken. Zur Wandlung dient dabei der druckabhängige Übergangswiderstand im hinter der Membran gelagerten Kohlegranulat.
Kohlemikrofone besitzen schlechte Wiedergabeeigenschaften; die Masse der Metallmembran begrenzt und verzerrt den Frequenzgang, die Kohlekörner verursachen insbesondere bei Bewegung Rauschen. Durch die nichtlinearen Zusammenhänge zwischen Druck und Übergangswiderstand der Kohlekörner entstehen nicht reproduzierbare, nichtlineare Verzerrungen.
Der Hauptvorteil des Kohlemikrofones ist dessen hohes Ausgangssignal – es liefert in einem Gleichspannungskreis einen für die Fernübertragung und Wiedergabe mit einer elektromagnetischen Hörkapsel ausreichendes Signal. Verstärkung ist nicht notwendig.
Kohlemikrofone wurden daher früher in großer Stückzahl in Telefonen eingesetzt. Man geht davon aus, dass durch die Erfindung des Kohlemikrofons die Entwicklung des Fernsprechwesens außerordentlich beschleunigt wurde.
Nach einer gewissen Zeit verdichtete sich aber das Kohlegranulat in den Mikrofonen der Telefone, was zu einer deutlichen Minderung der Sprachqualität führte. Manche Fernsprechteilnehmer behalfen sich, indem sie den Hörer oder die entnommene Mikrofonkapsel mehrfach leicht auf eine harte Unterlage klopften. Wegen dieser Verdichtungsproblematik wurden aber seit den 1970er Jahren dynamische Kapseln oder Elektret-Kapseln mit einer Zusatzschaltung zur Verstärkung und Signalanpassung eingesetzt. Diese Module konnten die Kohlemikrofone in Telefonen ersetzen, ohne dass eine Schaltungsänderung am Telefonapparat vorgenommen werden musste.
In der professionellen Tontechnik wurde das Kohlemikrofon bereits in den 1920er und 1930er Jahren vom Kondensatormikrofon verdrängt. In der Kommunikationstechnik beherrscht heute das Elektretmikrofon den Markt.

### Piezo- oder Kristallmikrofon

Schema eines Piezomikrofons

Ein Piezomikrofon ist eine Mikrofonbauform, deren Wandlerprinzip auf den Eigenschaften piezoelektrischer Elemente beruht.
Eine Membran folgt den Druckschwankungen des Schalls. Sie ist mechanisch mit einem piezoelektrischen Element gekoppelt. Es wird durch die Druckschwankungen minimal verformt und gibt diese als elektrische Spannungsschwankungen aus. Als piezoelektrisches Material wird üblicherweise die Piezokeramik Blei-Zirkonat-Titanat (PZT) verwendet.
Solche Mikrofone waren in den 1930er bis 1950er Jahren populär. Sie sind mechanisch robust und haben Vorteile durch ihre simple Bauweise. Ein großer Nachteil dieser Wandlertechnik ist der hohe Klirrfaktor. Sie eignen sich prinzipiell nicht für hochqualitative Aufnahmen und konnten sich auch in der Telekommunikationstechnik nicht gegen das Kohlemikrofon durchsetzen.
Die Schwingungswandlung durch piezoelektrische Elemente ist hingegen bei Kontaktschallwandlern (Tonabnehmer in Plattenspielern und für Instrumente, Körperschallaufnehmer, Schwingungsaufnehmer) weit verbreitet. Die hier zur Verfügung stehenden Kräfte sind in der Regel wesentlich größer und führen zu besseren Übertragungseigenschaften als es bei Luftschall der Fall ist.

### Optisches Mikrofon
Das auf dem Fabry-Pérot-Eichmaß basierende optische Mikrofon ist eine neuere Mikrofontechnologie, die sich grundlegend von traditionellen Mikrofonbauweisen unterscheidet. Während konventionelle Mikrofone mechanische Vibrationen nutzen, um Schall in elektrische Signale umzuwandeln, beruht das optische Mikrofon auf der Messung von Veränderungen in der Lichtgeschwindigkeit durch den Schalldruck.
Im Kern der Technologie steht ein Fabry-Pérot-Interferometer, das aus zwei miniaturisierten, starren (d. h. nicht beweglichen) Spiegeln besteht. Wenn Schallwellen auf das Interferometer treffen, verändern sie den Brechungsindex der Luft im Inneren des Geräts, was zu einer Modulation der optischen Wellenlänge des Lasers führt. Diese Modulation wird in eine Änderung der Helligkeit umgewandelt, die anschließend in ein elektrisches Signal übertragen wird.
Charakteristisch für optische Mikrofone ist, dass sie ohne bewegliche Teile auskommen. Dies eliminiert mechanische Resonanzen, die die Frequenzbandbreite bei herkömmlichen Mikrofonen einschränken, und ermöglicht so einen sehr weiten Frequenzbereich von 10 Hz bis zu 4 MHz (Ultraschall) in Luft und bis zu 20 MHz in Flüssigkeiten.
Dank seiner hohen Präzision kann das optische Mikrofon Veränderungen im Brechungsindex messen, die kleiner sind als 10−14, was einer Druckänderung von nur 1 µPa entspricht. Diese Empfindlichkeit und der breite Frequenzbereich machen es geeignet für die Detektion von Schall sowohl in Luft als auch in Flüssigkeiten. Das optische Mikrofon kann auch als Referenz-Sensor zur Kalibrierung von Schall- und Ultraschall-Emittern verwendet werden.
Das frequenzunabhängige Wandlerprinzip gewährleistet eine präzise Impulsantwort, da keine träge Masse in Bewegung versetzt werden muss. Zudem ist das optische Mikrofon für sehr hohe Schalldrücke von über 180 dB SPL ausgelegt, was es robust und vielseitig macht.
Das optische Mikrofon eignet sich gut für Anwendungen in der Ultraschallmesstechnik, wie zum Beispiel in der zerstörungsfreien Prüfung (zfP, NDT) von Materialien oder der Prozessüberwachung. Eine charakteristische Eigenschaft dieser Technologie ist die berührungsfreie Erfassung von Ultraschallwellen. Diese ermöglicht insbesondere in der Automobil- und Luftfahrtindustrie hochauflösende Messungen ohne direkten Kontakt zur Prüfoberfläche, was die Qualitätssicherung in diesen Bereichen unterstützt.

## Akustische Bauformen
Die akustische Bauform ist entscheidend für die Richtcharakteristik und den Frequenzgang.
Im Gegensatz zu Lautsprechern spielt die Membrangröße bei Mikrofonen bezüglich deren Tiefenwiedergabe keine Rolle, da Mikrofone wie die menschlichen Ohren lediglich als Sensoren wirken und nicht wie Lautsprecher Luft im tieffrequenten Bereich mit möglichst geringem Hub zu verdichten haben. Eine Ausnahme sind Infraschall-Sensoren.

### Richtcharakteristik

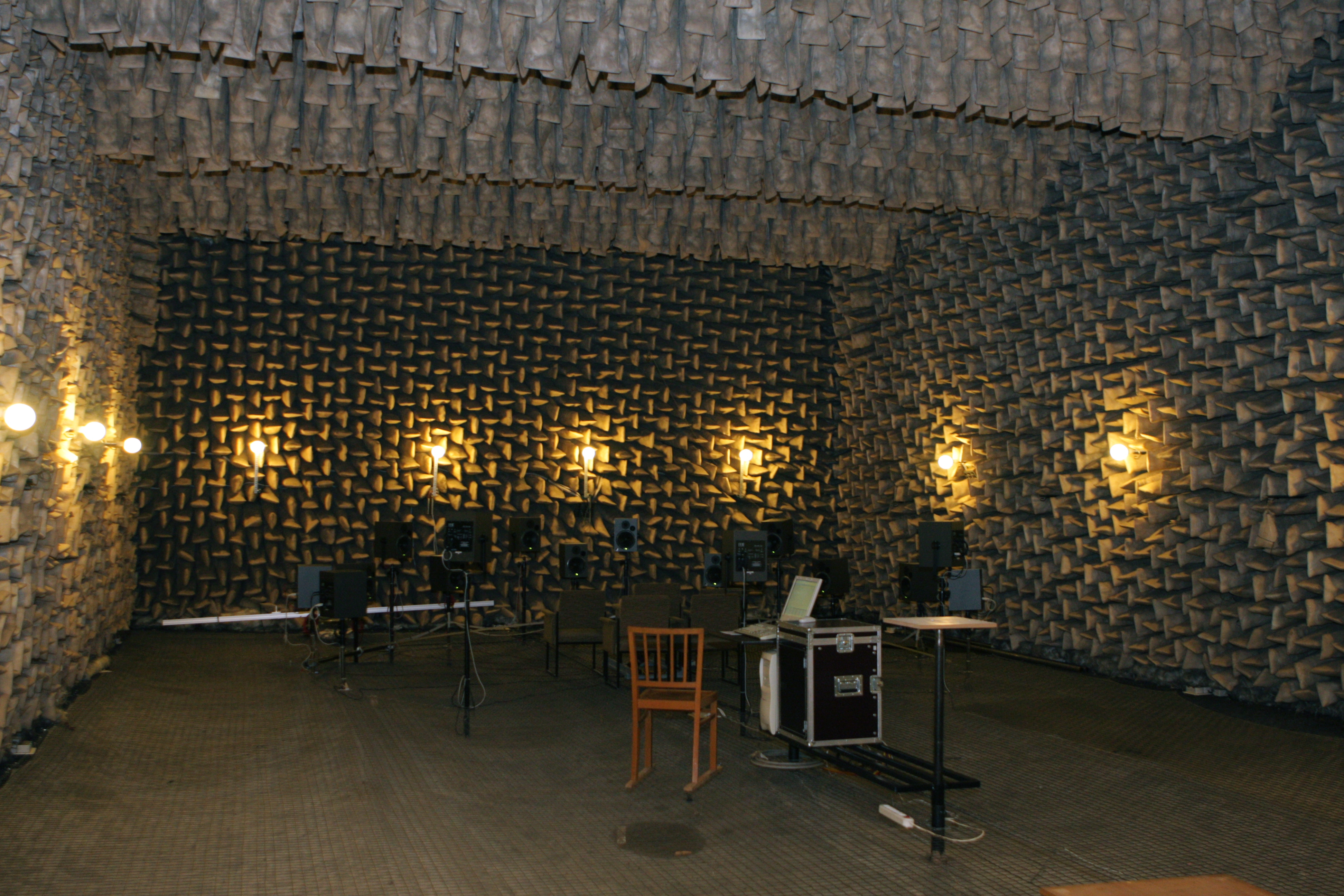
Reflexionsarmer Raum der TU Dresden

Frequenzabhängigkeit der Richtwirkung

In der Mikrofontechnik beschreibt die Richtcharakteristik in Form eines Polardiagramms die Empfindlichkeit eines Mikrofons, also die Ausgangsspannung im Verhältnis zum Schalldruck, in Abhängigkeit vom Schalleinfallswinkel. Man kann dabei zwischen den Verhältnissen im Direktfeld und im Diffusfeld differenzieren.
Die Richtcharakteristik hängt von der akustischen Bauform der Mikrofonkapsel und von äußeren Formelementen (z. B. Grenzflächenmikrofon, Richtrohrmikrofon) ab. Die Stärke der Richtwirkung beschreibt man mit dem Bündelungsgrad bzw. dem Bündelungsfaktor.
Die Richtcharakteristik von Mikrofonen wird in reflexionsarmen Räumen im Direktfeld D gemessen. Dabei wird das Mikrofon in 1 m Abstand von einer 1-kHz-Schallquelle gedreht und dabei der Ausgangspegel des Mikrofonsignals in Abhängigkeit vom Einfallswinkel gemessen.
Die Richtwirkung ist durch charakteristische Muster gekennzeichnet:
- Kugel (Kugelcharakteristik = ungerichtet)
- Acht (Achtercharakteristik = Dipol, vorne und hinten gegensätzliche Polarität)
- Keule (Keulencharakteristik, Richtrohr)

|                       |                    |                   |
| Kugel omnidirectional | Acht bidirectional | Keule directional |

Ein reines Druckmikrofon besitzt keine Richtwirkung, also eine kugelförmige Richtcharakteristik (omnidirektional). Ein Druckgradientenmikrofon in seiner reinen Form (z. B. Bändchenmikrofon) liefert als Richtcharakteristik eine Acht. Die Richtcharakteristik „Keule“ wird durch das Prinzip des Interferenzrohres gewonnen (Richtrohrmikrofon).
Als standardisierte Formen zwischen Kugel- und Achtercharakteristik gibt es „breite Niere“, „Niere“, „Superniere“ und „Hyperniere“.
|                          |                |                          |                          |
| Breite Niere subcardioid | Niere cardioid | Superniere supercardioid | Hyperniere hypercardioid |

Aufgrund der komplexen Verhältnisse des Schallfelds weicht der reale Richtcharakter in der Praxis von diesen theoretischen Mustern individuell ab. Starke Abweichungen der Muster sind dann zu beobachten, wenn die Wellenlänge der Signalfrequenz sich im Bereich des Kapseldurchmessers bewegt. Daher sind diese Verzerrungen umso geringer, je kleiner der Membrandurchmesser ist.
Bei Druckgradientenmikrofonen, deren Richtcharakter durch akustische Laufzeitelemente oder Doppelmembranbauweise von der reinen Acht etwa zur Niere modifiziert wurde, sind die größten Abweichungen zu erwarten.
Bei Druckmikrofonen führen etwa der Druckstaueffekt wie auch Schallabschattung durch den Mikrofonkörper zu einer Richtwirkung bei hohen Frequenzen.
Sollen die Abweichungen von der theoretischen Richtcharakteristik auch bei hohen Frequenzen vermieden werden, darf das Mikrophon nur einen Bruchteil (weniger als die Hälfte) der Wellenlänge bei der höchsten benötigten Frequenz als Abmessungen des Schallwandlers haben. Realisiert wird dies bei Messmikrophonen mit typischerweise 12 mm bis herunter zu 3 mm Durchmesser der Kapsel. Da die aufnehmende Fläche und die aufgenommene Schallenergie quadratisch zum Durchmesser sind, führt das zu geringer empfindlichen Mikrophonen mit möglicherweise schlechterem Rauschverhalten. Das Rauschen ist natürlich auch abhängig von der Polarisationsspannung, den Bauteilen und der Schaltung der nachfolgenden Verstärker.
Einige Mikrophone müssen mit Schallquellen mit Einspracherichtung von der Seite verwendet werden. Solche Mikrophone müssen auch von der Seite über einen geeigneten Frequenzgang verfügen, was nur wenigen Herstellern gelingt (siehe Beispiel Diagramm).

### Druckmikrofon

Prinzip eines Druckmikrofons

Druckmikrofone (Mikrofon mit Druckcharakteristik, Druckempfänger) arbeiten vorwiegend ungerichtet (Kugelcharakteristik). Diese Bauweise ist weit verbreitet in Form von Elektretmikrofonen, z. B. in Mobiltelefonen oder Headsets.
Bei einem Druckmikrofon ist die Mikrofonkapsel im Gegensatz zu der eines Druckgradientenmikrofons rückseitig geschlossen: Die schallaufnehmende Membran ist vor einem nach hinten geschlossenen Hohlraum angebracht. Dieser verhindert, dass der Schall die Membran umwandert und sich auch an deren Rückseite auswirkt. Einfallender Schall wird unabhängig von der Einfallsrichtung immer in gleicher Polarität wiedergegeben. Das Druckmikrofon reagiert ähnlich wie ein Barometer auf Luftdruckschwankungen. Daher kann ein solches Mikrofon auch bei sehr tiefen Frequenzen bis in den Infraschallbereich eingesetzt werden. In der Messtechnik werden daher üblicherweise Druckmikrofone verwendet.
Für Druckmikrofone wird immer die Richtcharakteristik einer Kugel angegeben. Das ist idealisiert und auf Frequenzen bis 1000 Hz bezogen. Rückwärtig einfallender Schall wird mit darüber hinaus zunehmender Frequenz weniger intensiv aufgenommen, je mehr man sich 180° annähert. Sämtliche Mikrofone mit anderen Richtcharakteristiken als die der Kugel, speziell solche mit umschaltbarer Charakteristik, werden mit der Bauform des Druckgradientenmikrofons realisiert.

### Druckgradientenmikrofon
Bei einem Druckgradientenmikrofon (Mikrofon mit Druckgradientencharakteristik) ist die Mikrofonkapsel im Gegensatz zu einem Druckmikrofon rückseitig offen – die Membran ist für den Schall von allen Seiten zugänglich. Diese Mikrofonbauform wird wissenschaftlich auch als Druckgradientenempfänger oder Schnelle-Empfänger bezeichnet.

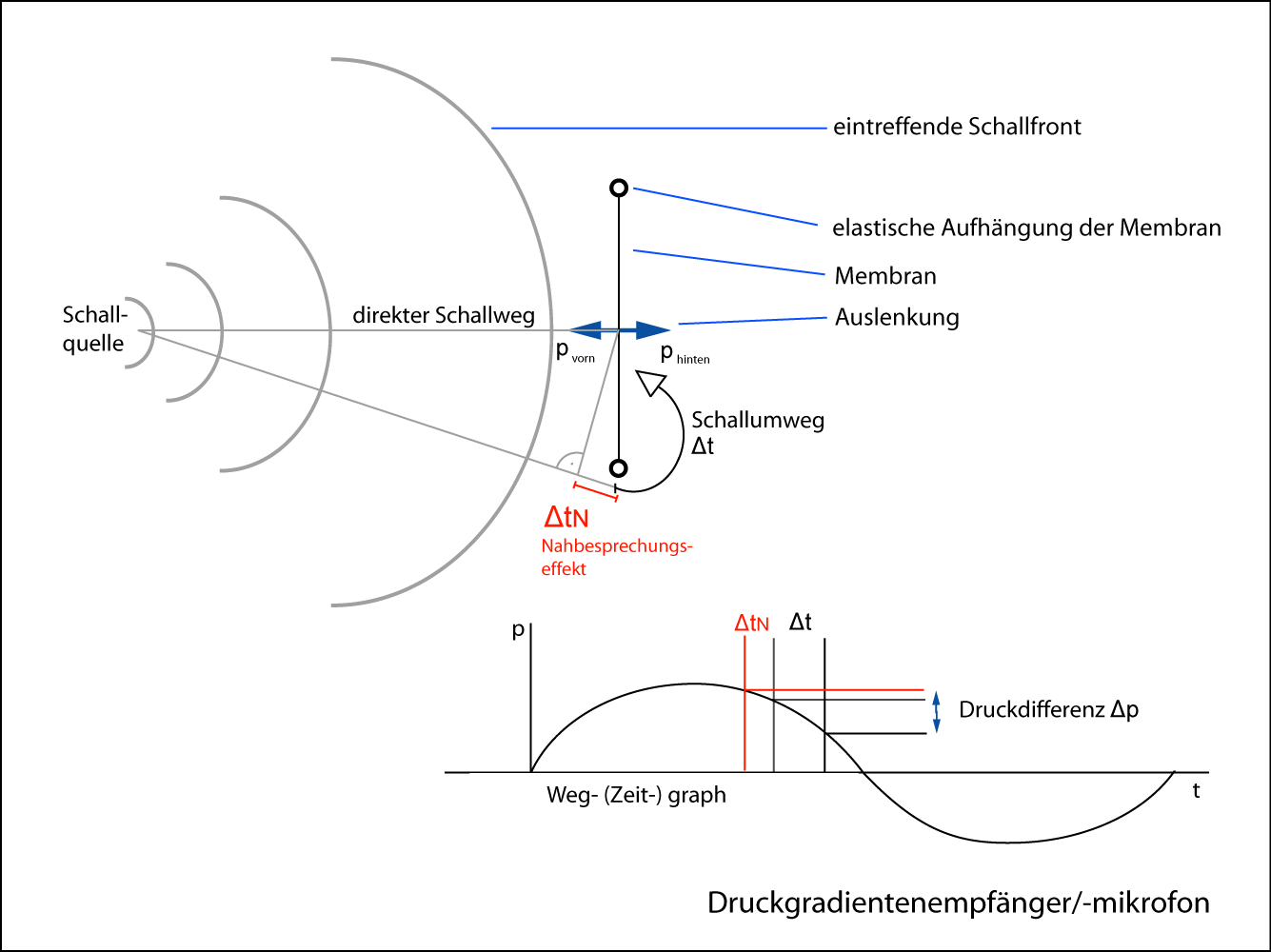
Prinzip des Druckgradientenmikrofons

Da der Schall auch die Rückseite der Membran erreicht, folgt diese nicht dem absoluten Schalldruck, wie es beim Druckempfänger der Fall ist, sondern dem Druckgradienten bzw. der Schallschnelle. Ein typisches Beispiel ist das Bändchenmikrofon.
Die Druck-Differenz ergibt sich, da der Schall die Membran umwandern muss, um sich auch auf der Rückseite auszuwirken. Die dazu benötigte Zeit Δt resultiert in einer „Druckdifferenz“ (einem Druckgradienten).
Δp = pvorn – phinten
Bei gegebenem Δt ist der Druckgradient umso höher, je schneller der Schalldruckwechsel erfolgt. Zu tiefen Frequenzen hin sinkt der resultierende Druckgradient Δp entsprechend ab. Siehe: akustischer Kurzschluss.
Trifft ein Signal genau von der Seite (90°) auf die Membran, so ergibt sich keine Druckdifferenz und somit auch keine Membranbewegung. Bei Beschallung der Membranrückseite ist die Polarität des Mikrofonsignals gedreht (spannungsinvertiert).
Die Richtcharakteristik ist in der beschriebenen symmetrischen Grundbauweise die einer Acht. Durch die Gestaltung des Mikrofons lassen sich auch andere Richtcharakteristiken realisieren, die zwischen Kugel und Acht liegen, wie die breite Niere, die Niere, die Superniere und die Hyperniere.
Sämtliche Richtcharakteristiken außer der Kugel (Druckmikrofon) können auch nur mit Druckgradientenmikrofonen realisiert werden.

### Grenzflächenmikrofon

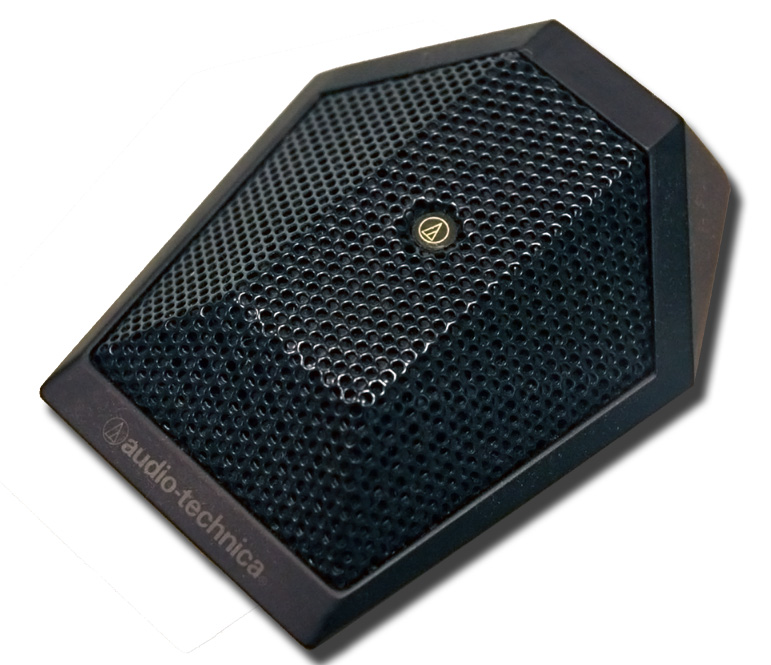
Grenzflächenmikrofon von Audio-Technica

Der Begriff Grenzflächenmikrofon, engl.: „boundary layer“ oder „pressure zone microphone“, bezeichnet eine Mikrofonbauform hinsichtlich ihrer akustischen Funktionsweise. Es stellt einen Sonderfall dar, weil hier der Mikrofonkörper konzeptioneller Teil der akustischen Bauform ist.
Der Mikrofonkörper ist eine Platte, auf der meistens eine Druckmikrofonkapsel membranflächenbündig eingelassen ist. Seine Richtcharakteristik ergibt somit eine Halbkugel. Die Wandler sind üblicherweise in Kondensator- oder Elektretbauweise ausgeführt.
Diese Bauart wurde entwickelt, um die vorteilhaften akustischen Eigenschaften auszunutzen, die an schallreflektierenden Flächen auftreten, ohne das Schallfeld selbst zu beeinträchtigen. Das Mikrofon wird auf eine große schallreflektierende Fläche, z. B. auf den Fußboden oder einen Tisch, gelegt. Es erhält so den maximalen Schalldruck ohne Überlagerungen von Raumschallanteilen, was zu einem ausgewogenen Frequenzgang und einem akustisch guten Raumeindruck führt:
- An schallharten Flächen, wo das Mikrofon selbst Teil dieser Fläche ist, treten keine störenden frühe Reflexionen zusätzlich auf, die das Mikrofon erreichen können.
- Durch die Platzierung des Mikrofons an einer Begrenzungsfläche entstehen keine klangfärbenden Kammfiltereffekte, wie sie bei Mikrofonaufstellung mit Abstand von den Raumbegrenzungsflächen auftreten. Bei sich bewegenden Schallquellen ergeben sich somit keine Klangfarbenunterschiede, außer denen, die der Schallquelle und ihrer Bewegung gegenüber reflektierenden Flächen zugeordnet werden.
- Raumsignale R sind gegenüber den Direktsignalen D um 3 dB gedämpft, was eine Bevorzugung des Direktschalls bedeutet.

### Richtmikrofone

#### Richtrohrmikrofon

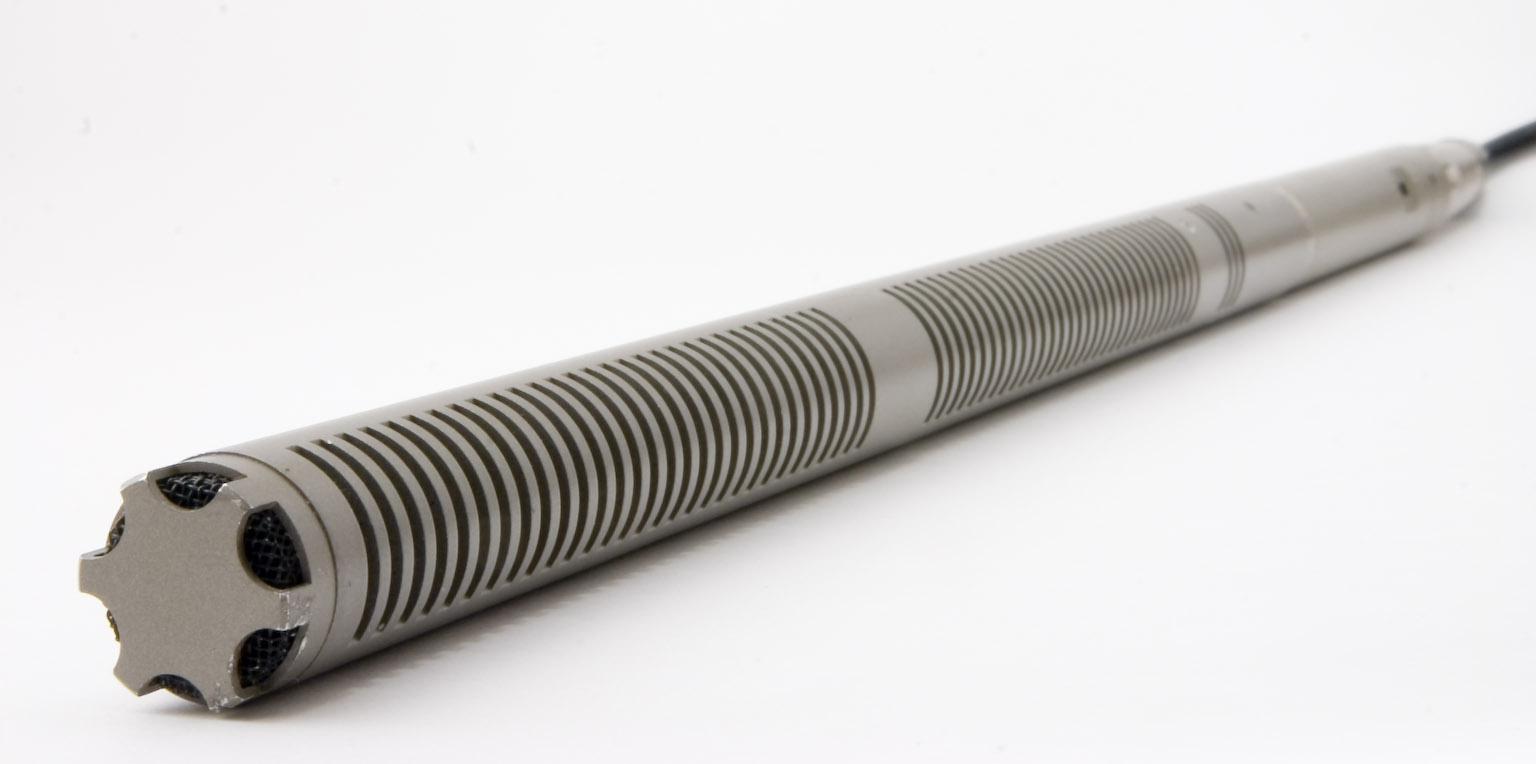
Interferenz- oder Richtrohrmikrofon

Bei einem Richtrohrmikrofon, auch Interferenzmikrofon (engl. shotgun microphone) wird der Mikrofonkörper durch ein vorgebautes Interferenzrohr ergänzt.
Ein Richtrohrmikrofon besitzt eine ausgeprägte Keulencharakteristik, die durch ein vor ein Druckgradientenmikrofon vorgebautes, mit seitlichen Schlitzen oder Bohrungen versehenes, nach vorn offenes Interferenzrohr zustande kommt. Dieses bewirkt, abhängig von der Rohrlänge, eine deutliche Verstärkung der Richtwirkung ab etwa 1 bis 2 kHz. Bei tieferen Frequenzen entspricht die Richtwirkung derjenigen der Mikrofonkapsel (Nieren- oder Supernierencharakteristik).
Als Wandler sind Kondensator- oder Elektretmikrofone üblich.

#### Hohlspiegelmikrofon
Hohlspiegelmikrofone werden (besonders in Aeroakustik-Windkanälen mit offener Messstrecke) häufig zur Ortung von Geräuschen eingesetzt. Meistens werden Straßenfahrzeuge oder Flugzeuge untersucht.
Unter anderem zur Vogelbeobachtung werden Mikrofone im Fokus eines Parabolspiegels als Richtmikrofon verwendet. Die Richtwirkung tritt – abhängig von der Spiegelgröße – nur bei hohen Frequenzen (ab etwa 1 kHz) ein.

### Zwei-Wege-Mikrofon
Ein Zwei-Wege-Mikrofon besitzt zwei getrennte Schallaufnahmesysteme für tiefe und hohe Frequenzen, mit einer Grenzfrequenz von beispielsweise 500 Hz. Diese können getrennt optimiert werden, um für das Gesamtsystem einen gleichmäßigen Frequenzgang über einen großen Frequenzbereich zu erreichen und den Effekt einer Überbetonung der Tiefen bei geringem Abstand zum Sprecher zu vermeiden. Solche Mikrofone werden beispielsweise in Webcams, Überwachungskameras und Notebooks eingesetzt.

## Mikrofonsignal

Frequenzgänge zweier Druckgradientenmikrofone

Die aus der Schallwandlung resultierende Wechselspannung, das Mikrofonsignal, ist durch folgende Kenngrößen gekennzeichnet:

### Frequenzgang
Der Frequenzgang eines Mikrofons resultiert aus seiner akustischen Bauform, der Mikrofonabstimmung und dem Wandlerprinzip.
Je kleiner und je leichter die Membran (und gegebenenfalls die Tauchspule) ist, desto weniger Eigenresonanzen besitzt sie im hörbaren Frequenzband (20 Hz bis 20 kHz). Je weniger sie selbst in Resonanz gerät, desto unverzerrter gibt sie den Klang wieder.
Die akustische Bauform setzt etwa beim Druckgradientenmikrofon Grenzen zu tiefen Frequenzen hin; zudem ist der Frequenzgang aller Mikrofone abhängig vom Beschallungswinkel (Richtcharakteristik, Druckstaueffekt) und beim Druckgradientenmikrofon von dem Abstand zur Schallquelle (Nahbesprechungseffekt).

### Empfindlichkeit

Schaltzeichen für ein Mikrofon

Schaltbild: Elektretkapsel mit JFET als Impedanzwandler

Mikrofone wandeln Schalldruck in Wechselspannung um. Man misst den Feldübertragungsfaktor in Millivolt pro Pascal (mV/Pa), der etwa proportional mit der Membrangröße ansteigt. So haben zum Beispiel bei Elektretmikrofonen kleine 1/4-Zoll-Kapseln 5 bis 10 mV/Pa, 1/2-Zoll-Kapseln 30 bis 50 mV/Pa, Ein-Zoll-Kapseln kommen bis auf 100 mV/Pa.

### Rauschen
Je kleiner eine Kapsel ist, desto stärker ist sie aufgrund des geringen Übertragungsfaktors für Rauschen anfällig. Ursache des Rauschens ist jedoch nicht die Mikrofonmembran, sondern der elektrische Innenwiderstand der Kapsel. Das ist zum Beispiel bei dynamischen Mikrofonen der Widerstand der Tauchspule, beim Elektretmikrofon der Lastwiderstand. Je höher der Innenwiderstand ist, desto mehr rauscht das Mikrofon, umso höher ist in der Regel jedoch auch die Ausgangsspannung. Verglichen mit Tauchspulmikrofonen besitzen Elektretkapseln einen mindestens zehn Mal höheren Abschlusswiderstand und damit mindestens √10-mal (√10 ≈ 3) höheres Rauschen – sie liefern jedoch auch wesentlich höhere Signalspannungen.

### Impedanz
Als Impedanz bezeichnet man den elektrischen Ausgangswiderstand des Mikrofons bei Wechselspannung im Tonsignalbereich.
Während dynamische Mikrofone häufig Impedanzen um 600 Ω besitzen, haben Kondensator-Kapseln eine sehr hohe Impedanz, da sie aber einen Arbeitswiderstand benötigen, erscheint nur dieser als Impedanz nach außen (bei Elektretmikrofonen im Bereich zwischen 1 und 5 kΩ). Je hochohmiger der Ausgang des Mikrofons ist, desto stärker macht sich die Kabelkapazität der Anschlussleitung bemerkbar: Hohe Frequenzen werden durch lange Kabel gedämpft.

### Klirrfaktor
Der Klirrfaktor gibt den Anteil nichtlinearer Signalverzerrungen am Nutzsignal in Prozent an.
Bei dynamischen Mikrofonen ist der Klirrfaktor gering, nichtlineare Verzerrungen kommen in der Regel nur bei sehr großen, nicht relevanten Schallpegeln vor.
Der nichtlineare Zusammenhang der Membranauslenkung zur abgegebenen Spannung verzerrt bei Elektret- und Kondensatormikrofonen prinzipbedingt das Signal ab bestimmten Pegeln nichtlinear.

### Elektromagnetische Störempfindlichkeit, Brummen
Die häufigsten Brummstörungen entstehen durch Erdschleifen (auch Brummschleifen genannt). Somit ist meistens nicht das Mikrofon selbst, sondern das Kabel und die Art des Anschlusses für solche Störungen verantwortlich. Diese können durch differenzielle (symmetrische) Leitungsführung bzw. getrennt zur Abschirmung geführte Masseleitungen beseitigt werden. Die Störempfindlichkeit nimmt mit der Kabellänge zu. Eine gute Abschirmung des Kabels kann den elektrischen Störeinfluss beseitigen, gegen magnetische Störungen sind symmetrische Kabel ohnehin unempfindlich.
Mikrofonkabel haben teilweise einen Mikrofonieeffekt, sie sind empfindlich gegen Trittschall und Bewegung, wenn ihre Umflechtung bzw. Abschirmung bei Bewegung wechselnde Kontaktwiderstände erzeugt. Mikrofonie-Armut ist ein Qualitätskriterium für Mikrofonkabel.

### Digitale Mikrofonschnittstelle
Der AES42-Standard definiert eine digitale Schnittstelle für Mikrofone, die direkt einen digitalen Audiostrom erzeugen. Die Verarbeitungskette Impedanzwandler – Mikrofonvorverstärker – A/D-Wandler ist im Mikrofongehäuse integriert. Der Anschluss erfolgt durch einen XLR-Stecker, die Energieversorgung der Elektronik über Phantomspeisung (Digital Phantom Power (DPP), 10 V, max. 250 mA). Durch Modulation der Phantomspannung können solche Mikrofone fernbedient werden, etwa um Dämpfung oder Richtcharakteristik einzustellen.

### Anschlussnormen
- Symmetrische Signalführung: Monosignal, drei Adern: Masse, positiver Signalpol „Hot“, negativer Signalpol „Cold“
- Asymmetrische Signalführung: Monosignal, zwei Adern: Masse, Signal
- Asymmetrische Signalführung: Stereosignal, drei Adern: Masse, Signal links, Signal rechts

Die symmetrische Signalübertragung ist insbesondere bei großen Leitungslängen weniger anfällig gegen Störsignale.
Übersicht über gängige Audiosteckverbinder: Audiostecker
|                    |                                                                                          |                                                                         |                                              |                                                                |
| Norm               | XLR-Cannon-Stecker, 3-Pol + Gehäusemasse auch 5-pol                                      | NAB 6,35 mm Klinkenstecker, 3-Pol                                       | NAB 3,5 mm Klinkenstecker, 3-pol             | Groß- / Kleintuchelstecker, 3-pol + Gehäusemasse; auch: 5-pol  |
| Anwendung          | Monomikrofon analog, AES42 Digitales Mikrofonsignal, Studio und Bühne                    | Monomikrofon, Stereomikrofon, Homerecording                             | Stereomikrofon, Homerecording                | Monomikrofon, alter Standard Ansteckmikrofone                  |
| Belegung           | Pin1 = Masse Pin2 = Hot Pin3 = Cold Gehäuse = Schirmung                                  | Tip = Hot / Links Ring = Cold / Rechts Ground = Masse, Schirmung        | Tip = Links Ring = Rechts Ground = Masse     | Pin1 = Hot Pin2 = Cold (Klein Masse) Pin3 = Masse (Klein Cold) |
| Kabel              | dreiadrig, geschirmt                                                                     | dreiadrig, geschirmt                                                    | dreiadrig, geschirmt                         | dreiadrig, geschirmt                                           |
| andere Anwendungen | Stereosignale Linesignale digital audio (AES/EBU) Lautsprechersignale DMX (Lichttechnik) | Stereosignale Linesignale Lautsprechersignale Insertsignale (Tonstudio) | Kopfhörersignale Linesignale Remotesteuerung | Mikrofonsignale Lautsprechersignale Stereosignale Line IN/OUT  |

Diese Anschlussnormen sind heute am gängigsten. Manche ältere Mikrofone haben einen DIN- oder Tuchelstecker. Vereinzelt gibt es auch den „Klein-Tuchel“ – speziell bei kompakten Ansteckmikrofonen mit separatem Funksender.
Bei allen Mikrofonen gilt: Das „Männchen“ am Mikrofonstecker gibt das Signal ab und das „Weibchen“ an der Kabelkupplung nimmt das Signal an.
Einfache Mikrofone sind unsymmetrisch und besitzen als Anschlussleitung nur ein Koaxialkabel (2 Leitungen). Bei Elektretmikrofonen mit Tonaderspeisung ist dies ebenso – sie arbeiten am PC / an der Soundkarte, indem sie die an diesen Mikrofoneingängen bereitgestellte Speisespannung (in der Regel 5 V) nutzen und auf den Quellwiderstand (einige Kiloohm) dieser Spannung arbeiten.

### Funkmikrofone

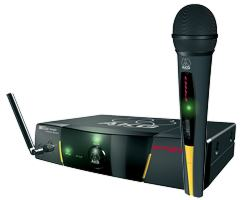
Funkmikrofon mit Empfänger

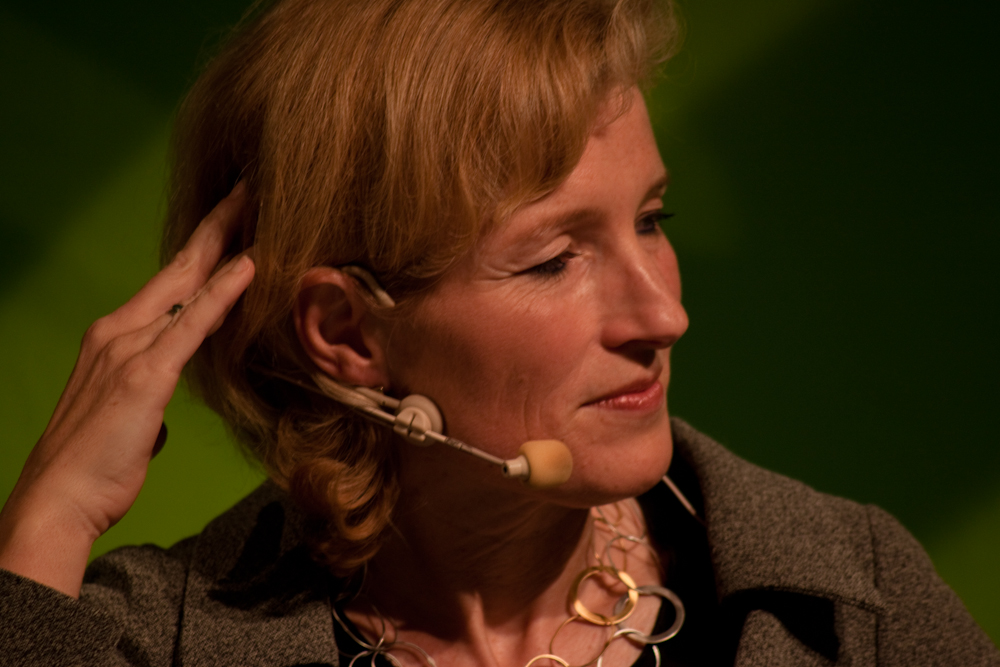
Frau mit beigem Kopfbügelmikrofon

Kabellose Mikrofone (Funkmikrofone) werden überall dort eingesetzt, wo eine Kabelverbindung aus technischen, praktischen oder optischen Gründen von Nachteil ist. So sind etwa auf Bühnen dynamische Gesangsmikrofone mit integriertem Sender (Bild) anzutreffen. Elektret-Ansteckmikrofone oder Kopfbügelmikrofone (auch Nackenbügelmikrofon bzw. Headset genannt) mit separatem batteriebetriebenem Funksender (Bodypack) finden häufig bei Fernsehproduktionen oder auch bei Aufführungen von Musicals Verwendung.
Nachteile der Funkübertragung sind vor allem ein hoher Anschaffungspreis und höhere Betriebskosten (Batteriebetrieb).
Funkmikrofone übertragen in Europa das Nutzsignal meistens frequenzmoduliert (FM) auf dem anmeldefreien Frequenzband um 433 oder oberhalb 862 MHz, die Reichweite beträgt zwischen 100 und 250 m. Welche Frequenzbänder genutzt werden dürfen, hängt von den Vorschriften des entsprechenden Landes ab. In Deutschland existieren auch Allgemeinzuteilungen im Bereich von 790 bis 862 MHz, die allerdings aufgrund der Digitalen Dividende im Jahre 2015 ausgelaufen sind.
Im Februar 2011 erfolgte für die drahtlose Mikrofonnutzung die Zuweisung des als Duplexmittenlücke (auch Duplexlücke oder Mittenlücke) bezeichneten Frequenzbereiches von 823 bis 832 MHz. Diese Zuteilung war befristet bis 31. Dezember 2021. Im April 2020 erfolgte eine Allgemeinzuteilung der Frequenzen 470 bis 608 und 614 bis 694 MHz in einem Kanalraster von 25 kHz bis 31. Dezember 2030, womit für die bisherigen etwa 18.000 Einzelzuteilungen auf diesen Frequenzen die Gebühren entfallen.
Signalaussetzer durch Überlagerung der Funkwellen werden bei professionellen Übertragungssystemen durch Einsatz doppelter Empfangstechnik vermieden (Antennendiversität, englisch True Diversity). Zur Erhöhung der Systemdynamik wird ein Kompandersystem, bestehend aus einem Kompressor auf der Senderseite und einem Expander auf der Empfängerseite, eingesetzt; dadurch werden bis zu 110 dB Rauschabstand erreicht. Einige Modelle übertragen die Signale digital (dann meistens im 2,4-GHz-ISM-Band). Die digitalen Systeme sind unempfindlicher gegen HF-Störungen: Bei den Modulationsverfahren FSK oder PSK können trotz HF-Rauschen die Frequenz oder die Phasenlage des Signals erkannt und reproduziert werden.
Kate Bush gilt als erste Künstlerin, die ein Headset mit Funkmikrofon für den Einsatz in der Musik bauen ließ. Für ihre Tournee Tour of life 1979 ließ sie ein kompaktes Mikrofon mit einer selbstgebauten Konstruktion aus Draht-Kleiderbügeln verbinden, so dass sie kein Handmikrofon verwenden musste und die Hände frei hatte und auf der Konzertbühne ihre einstudierte Choreografie des Ausdruckstanzes tanzen und gleichzeitig mit Mikrofon singen konnte. Später wurde ihre Idee auch von anderen Künstlern wie Madonna oder Peter Gabriel übernommen und bei Auftritten verwendet.

## Anwendung
Den Einsatz von Mikrofonen bezeichnet man als Mikrofonierung. Dabei wird je nach Anwendung nach technischen, klanglichen und wirtschaftlichen Gesichtspunkten optimiert. Zur Positionierung werden diverse Mikrofonstative eingesetzt.

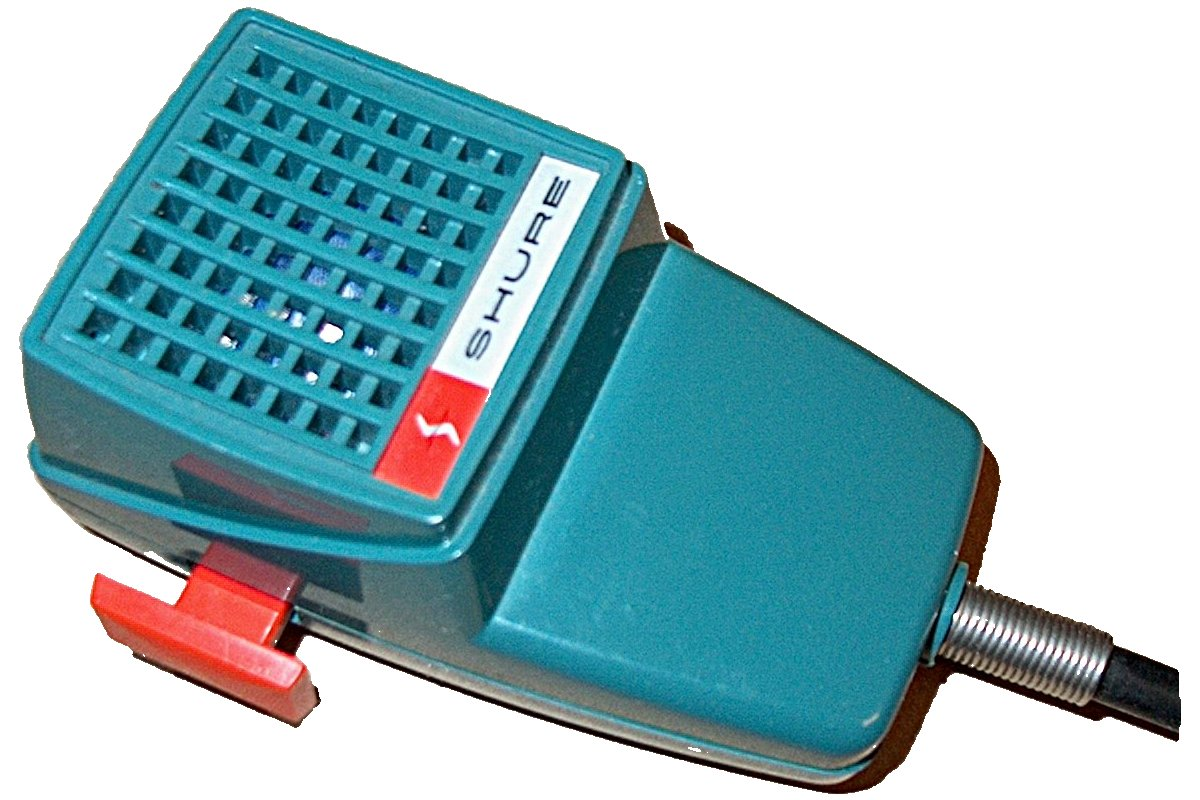
Handmikrofon mit Sprechtaste von Shure (um 1977)

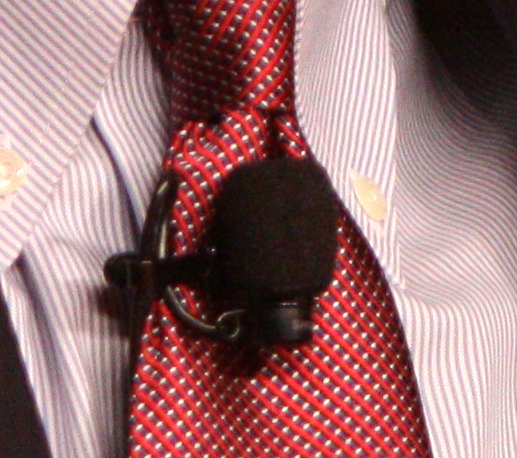
Ansteckmikrofon

### Anwendungsbezogene Bauformen
Anwendungsbezogen können Mikrofone außerdem kategorisiert werden:
- nach der Größe der Membran (Kleinmembran/Großmembran, die Grenze liegt bei 1 Zoll),
- nach der Richtcharakteristik (siehe akustische Bauform)
- nach der äußeren Bauform:
  - Handmikrofon
  - Klemm-, Ansteck- oder Lavaliermikrofon (Lavaliermikrofone sind meist Kondensatormikrofone und benötigen eine Phantomspeisung[36]).
  - Durchsagemikrofon mit Sprechtaste, stationäre Verwendung mit Standfläche und „Schwanenhals“ oder als Handmikrofon z. B. für Sprechfunkgeräte
  - Integraler Bestandteil von Geräten wie etwa Headsets, Telefonen, Hörgeräten, Diktiergeräten, Computern ab Bauweise Laptop und Abhörgeräten.
- nach der Verwendung:
  - Sprechermikrofone sind Mikrofone, die in der Charakteristik und Lautstärke speziell auf Sprache optimiert sind. Diese haben meistens einen integrierten Käfig als Pop-Schutz und eine starke Richtungsempfindlichkeit nach vorn.

Sonderbauformen:
- Unterwassermikrofon (Hydrofon)

Reine Festkörperschwingungswandler und damit technisch gesehen Tonabnehmer und keine Mikrofone sind das
- Lasermikrofon
- Kehlkopfmikrofon

Eine noch sehr junge Entwicklung (Stand 2020) sind membranlose Mikrofone, die mittels optischer Methoden Luftschwingungen aufnehmen. Diese Mikrofone eignen sich wegen ihrer sehr hohen Bandbreite insbesondere für hochfrequente Ultraschallaufnahmen.

### Mehrkanal-Mikrofonsysteme
Zwei Mikrofone zusammen bilden ein Mikrofonsystem für Stereoaufnahmen, die damit einen ganz bestimmten Aufnahmebereich für die Hörereignisrichtung auf der vollen Stereo-Lautsprecherbasis einfangen. Es gibt eine Reihe von Stereo-Mikrofonierungsverfahren, die auf psychoakustischen Effekten beruhen:
1. Laufzeitstereofonie
  - AB-Stereosystem
2. Intensitätsstereofonie
  - XY-Stereosystem
  - MS-Stereosystem
  - Blumlein-Stereosystem
3. Äquivalenzstereofonie
  - ORTF-Stereosystem
  - NOS-Stereosystem
  - Decca-Tree-Stereosystem
4. Binaurale Stereofonie
  - Kunstkopf-Stereosystem
  - Trennkörper-Stereosystem, Trennkörper-AB

#### Raumklang
Eine Besonderheit stellt die Raumklang-Mikrofonierung zur Aufzeichnung von besonders räumlichen 5.1-Raumklangsignalen dar. Eingesetzt werden solche Systeme im Kino- und Orchesterbereich. Siehe auch Surround Stereofonie.

#### Stützmikrofone
Bei allen Verfahren (Stereo oder Surround) werden bei komplizierten Aufnahmesituationen sogenannte Stützmikrofone aufgestellt, um leise Stimmen etwas mehr zu betonen. Deren Pegel wird dem eigentlichen Hauptsignal schwach zugemischt.

#### Messtechnik
Die akustische Messtechnik verwendet Mikrofone mit Kugelcharakteristik und möglichst linearem Frequenzgang. Eine Spezialanwendung ist die Lokalisierung von Schallquellen mittels Mikrofonarrays.

### Mikrofon-Zubehör

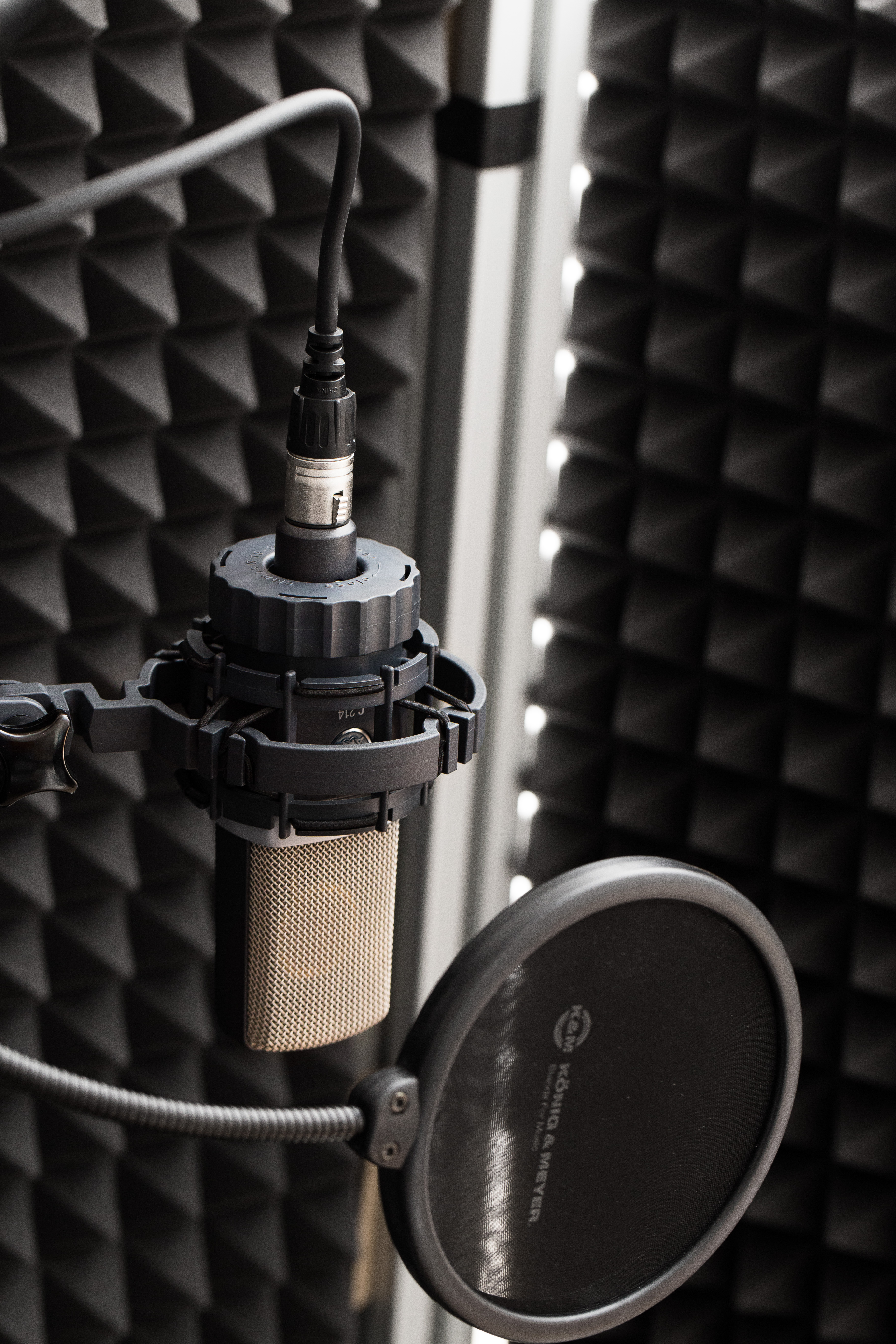
Studiomikrofon mit Spinne und Popschutz

#### Windschutz (Popschutz)
Ein Wind- oder Popschutz schützt Mikrofone vor Luftströmungen, die beim Sprechen oder im Freien auftreten und polternde, rumpelnde, „poppende“ (insbesondere bei Verschlusslauten wie „B“ oder „P“) Nebengeräusche verursachen. Mitunter sind die Geräusche so laut, dass sie den nachfolgenden Verstärker übersteuern und ein regelrechtes Knallen entsteht. Druckempfänger sind weniger anfällig als Druckgradientenempfänger. Verwendet werden Schaumstoff- oder Fellüberzüge (Jargon: Windjammer, Fell, Zwelch, Tote Katze, Hund, Pudel oder Puschel) sowie in Tonstudios auch Popschirme. Viele Mikrofone haben zum Schutz der Membran einen fest installierten Korb aus Metall- und Gazegeflecht, der auch Wind in Grenzen abhält. Bei Studiomikrofonen dient der Popschutz außerdem dazu, die beim Sprechen und Singen entstehende Feuchtigkeit und das Kondensat von der empfindlichen Kondensatormembran fernzuhalten.

#### Mikrofonspinne
Um Rumpeln oder Poltern im Tonsignal, hervorgerufen durch Erschütterungen (Körperschall), vom Mikrofon zu entkoppeln, werden Studio-Mikrofone am Stativ in eine elastische Aufhängung, die Spinne, eingehängt. Spinnen bestehen aus einer Halterung, in der das Mikrofon durch ein im Zickzack gespanntes Gummiband frei schwingen kann. Kohlemikrofone sind besonders erschütterungsempfindlich, weshalb man auf alten Fotos oft auch Redner-Mikrofone außerhalb des Studios in elastischen Halterungen sieht. Gesangsmikrofone haben zur Entkopplung von Griffgeräuschen meistens eine Lagerung der Mikrofonkapsel mit Elastomerschäumen.